# Adrian Petersson
Adrian Petersson, född 2 mars 2000, är en svensk fotbollsspelare som spelar mittback för Eskilsminne IF.

## Karriär
Som sexåring inledde Adrian Petersson fotbollskarriären i Åtvidabergs FF. I oktober 2016 skrev han på ett A-lagskontrakt med klubben och bara dagar senare kom debuten.  Den 29 oktober 2016, i den näst sista omgången av Superettan, fick Petersson nämligen begå sin debut i Superettan. I 0-2-förlusten mot AFC United fick nämligen en 16-åring Petersson chansen från start. Debuten blev dock ingen höjdare för mittbacken, som blev utvisad efter 61 minuters spel. Framträdandet innebar att Petersson blev förste 2000-talist att få speltid i Superettan och svensk elitfotboll.
Den efterföljande säsongen fick Adrian Petersson speltid i elva matcher, varav nio från start, när Åtvidabergs FF åkte ur Superettan. Trots lagets misslyckade 2017 innebar Peterssons framfart att han drog till sig stort intresse och provspelade med Serie A-klubben Sampdoria.
I februari 2024 värvades Petersson av Eskilsminne IF.